# Il mio uomo (film)
Il mio uomo (My Man and I) è un film del 1952 diretto da William A. Wellman, scritto da John Fante e Jack Leonard, e interpretato da Shelley Winters, Ricardo Montalbán, Wendell Corey, Claire Trevor, Robert Burton e Jack Elam.

## Trama
Un messicano che ha da poco ottenuto la cittadinanza americana, cerca di riportare una giovane alcolizzata sulla buona strada. Tuttavia anche la moglie del suo principale è interessata a lui...

## Colonna Sonora
Stormy Weather:
- Scritta di Harold Arlen e Ted Koehler

Noche de Ronda:
- Scritta di Maria Teresa Lara

America the Beautiful:
- Scritta di Samuel A. Ward e Katharine Lee Bates

## Distribuzione

### Data di uscita
- USA: 5 settembre 1952 (a New York)
- Svezia: 21 agosto 1953
- Finlandia: 22 giugno 1956